# Erik Ulises Ramírez Crespo
Erik Ulises Ramírez Crespo es un político mexicano, miembro del Partido de la Revolución Democrática. Resultó electo para fungir como Presidente municipal de Cocula, en el estado de Guerrero para el período 2015-2018. El 29 de octubre del 2015 fue detenido en compañía de Adán Zenen Casarrubias Salgado —alias El Tomate—, líder de Guerreros Unidos, grupo criminal relacionado con la desaparición de los 43 normalistas de Ayotzinapa.

## Detención
La tarde-noche del jueves 29 de octubre en el municipio de Emiliano Zapata), en el estado de Morelos, miembros del Ejército Mexicano y la Policía Federal habrían llegado al restaurante bar La Cabaña de Max —localizado a kilómetro y medio de las oficinas del Centro de Coordinación, Control, Comando y Comunicaciones (C5) de la Comisión Estatal de Seguridad— en donde habrían sido detenidos Ramírez Crespo en compañía de Adán Zenen Casarrubias Salgado —quien era buscado por las autoridades federales por investigaciones en contra de los delitos de homicidio, delincuencia organizada, narcotráfico y por estar presuntamente vinculado al grupo criminal «Guerreros Unidos» del que su hermano era líder— y de Eloy Flores Cantú, quien durante la detención manifestó ser asesor jurídico del Grupo Parlamentario del PRD en la Cámara de Diputados. Durante la detención se les encontró en su posesión dos armas (una pistola y un fusil) y un paquete, el cual por sus características asemejaba a la cocaína.

### Licencia
El 3 de noviembre se le autorizó la licencia indefinida como Presidente municipal por lo que en primera instancia fue sustituido por Enriqueta García Pérez —síndico procurador de Cocula— como encargada de despacho y posteriormente, el día 18 de noviembre esta misma tomaría protesta a Carlos Alberto Duarte Bahena para suplir hasta que se determine la situación jurídica de licencia Ramírez Crespo.